# Alex Diniz

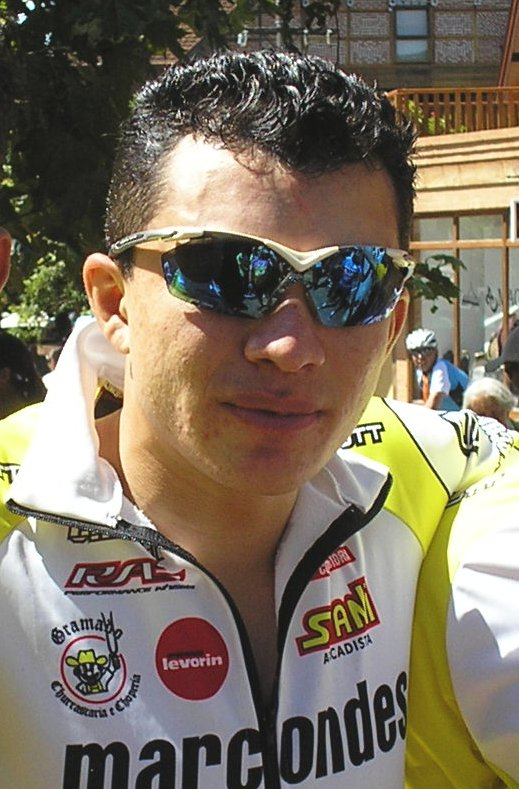
Alex Diniz Correia (2008)

Alex Diniz Correia (* 20. Oktober 1985 in Recife, Pernambuco) ist ein brasilianischer Radrennfahrer.
Alex Diniz gewann 2006 eine Etappe bei der Volta de Ciclismo Internacional do Estado de São Paulo und konnte so auch die Gesamtwertung für sich entscheiden. Bei der Panamerika-Meisterschaft belegte er den dritten Platz im Straßenrennen. Seinen ersten Vertrag bei einem internationalen Radsportteam erhielt Diniz ab der Saison 2007 beim brasilianische Continental Team Scott-Marcondes Cesar-São José dos Campos. In seiner ersten Saison dort gewann er die Gesamtwertung und drei Etappen der Tour de Santa Catarina.
Am 25. April 2009 wurde Alex Diniz bei der Tour de Santa Catarina positiv auf EPO getestet. Der brasilianische Verband sperrte ihn daraufhin für zwei Jahre bis April 2011. Die Ergebnisse bei der Tour de Santa Catarina wurden ab der vierten Etappe gestrichen.
2012 gewann Diniz die Gesamtwertung beim Giro do Interior de São Paulo und wurde Gesamtzweiter der Tour do Brasil Volta Ciclística de São Paulo-Internacional, bei der er auch eine Etappe und die Bergwertung gewann. 2013 siegte er auf einer Etappe der Tour de San Luis, bei der er Gesamtdritter wurde und gewann die Silbermedaille der nationalen Meisterschaften im Straßenrennen. Im Jahr 2014 wurde er Gesamtzweiter der Tour do Brasil und gewann dort die Punktewertung.
Im Herbst 2017 erhielt Diniz rückwirkend vom 29. September 2015 eine achtjährige Dopingsperre aufgrund abnormalen Werten in seinem Biologischen Pass.

## Erfolge
2006
- Gesamtwertung und eine Etappe Volta de Ciclismo Internacional do Estado de São Paulo

2007
- Gesamtwertung und drei Etappen Tour de Santa Catarina

2012
- eine Etappe und Bergwertung Tour do Brasil Volta Ciclística de São Paulo-Internacional

2013
- eine Etappe Tour de San Luis

2014
- Punktewertung Tour do Brasil Volta Ciclística de São Paulo-Internacional

## Teams
- 2007 Scott-Marcondes Cesar-São José dos Campos
- 2008 Scott-Marcondes Cesar-São José dos Campos

- 2012 Real Cycling Team
- 2013 Funvic Brasilinvest-São José dos Campos
- 2014 Funvic Brasilinvest-São José dos Campos
- 2015 Funvic Brasilinvest-São José dos Campos
- 2016 Funvic Soul Cycles-Carrefour